# محساس
محساس یک منطقهٔ مسکونی در الجزایر است که در ناحیه بومرداس واقع شده‌است. محساس ۳ کیلومتر مربع مساحت دارد ۳۵۰ متر بالاتر از سطح دریا واقع شده‌است.